# Sofia Constantinas
Sofia Constantinas è un personaggio immaginario della DC Comics. Comparve nelle avventure pre-Crisi di Wonder Woman come ex terrorista greca che si trasferì sull'Isola Paradiso per un addestramento Amazzone, dove venne a conoscenza dei ricordi scomparsi di Wonder Woman.

## Biografia del personaggio
Sofia è un membro della cellula greca terrorista guidata da Nikos Egeo. Quando Egeo ricevette dei poteri da Bellerofonte per cercare l'esatta ubicazione e distruggere l'Isola Paradiso (e utilizzò il suo Raggio porpora per ricostituire la vista di Bellerofonte), i terroristi pianificarono di rapire Steve Trevor e costringerlo a divulgare dove si trovasse esattamente l'Isola Paradiso.
Quando Steve riuscì a fuggire ai suoi catturatori, Sofia li inseguì in una caverna sotterranea dove scoprirono le ossa di Artemide, la prima Wonder Woman, così come lo scettro appartenente alla dea Atena. Atena comparve in una visione a Sofia, implorandola di vedere i veri scopi di Egeo. Nella battaglia cruciale tra Wonder Woman, Bellerofonte, Egeo, Steve e i terroristi, Sofia decise di cambiare alleanza e si ribellò a Egeo, quindi chiese asilo sull'Isola Paradiso.
Mentre viveva tra le Amazzoni imparandone gli usi e costumi, la ancora diffidente e provocatoria Sofia venne a sapere che la Regina Ippolita aveva con sé delle audiocassette delle esperienze di Wonder Woman con le prime incarnazioni di Steve Trevor. Scioccata da quella che secondo lei era un'altra ipocrisia, rubò le cassette e fuggì dall'Isola Paradiso per informare Wonder Woman del tradimento di Ippolita. Anche se trattenuta temporaneamente da Dottor Cyber, che impersonò Diana Prince, Sofia infine riuscì a portare Wonder Woman, Steve e il dio dell'Amore Eros a conoscenza delle vite passate di Steve Trevor.
Durante la battaglia finale con Eros, ora impazzito, Sofia si commosse vedendo la compassione e la comunità della nazione Amazzone quando si allearono tutte insieme per sconfiggere il dio e salvare la propria casa. Quando Wonder Woman rinunciò all'Isola Paradiso, Sofia invece la abbracciò e si impegnò a ridedicarsi agli ideali Amazzoni.
Nel corso della fase di ricostruzione, però, numerose Amazzoni furono in pensiero a causa della depressione di Ippolita a proposito del rifiuto di Diana e del suo crescente avvicinamento alla straniera Sofia. Fu sventato un tentativo di colpo di stato, quando la dea Kore arruolò le Amazzoni per salvare l'Olimpo dall'imminente Crisi sulle Terre infinite.
Sofia non venne più vista in nessuna pubblicazione post-Crisi.